# Красимир Стойчев
Красимир Стойчев e български предприемач, основател на първия GSM мобилен оператор в България – „Мобилтел“ и в. „Стандарт“, продаден по-късно на руския бизнесмен Майкъл Чорни.

## Биография
Красимир Стойчев е роден в София на 4 октомври 1955 г. Завършва английска гимназия а по-късно бива вербуван от службите през 1984 г. и работи като агент „Танев“ към Второ главно управление на Държавна сигурност, „И“ (икономика) управление IV-I-I. Това управление се занимава с икономическо контраразузнаване, с цел да контролира престъпленията в държавните предприятия.
Той е първият собственик на цифров мобилен оператор в България – „Цитрон“, като взима лиценз за него през 1992 г., когато цифровите технологии в телекомуникациите още не са развити и го получава за 40 000 долара без търг. През 1996 г. го продава на руския бизнесмен Григорий Лучански, а през 1997 г. и на Майкъл Чорни. Стойчев е един от основателите на Г-13 - първата организация на български бизнесмени, в която влизат Илия Павлов, Емил Кюлев, Борислав Дионисиев. Името му е забъркано в скандални сделки, а баща му е убит пред къщата му във Виена, което се обяснява от някои коментатори с контактите му с руския бизнес.
От 2007 г. Стойчев се отдава на WiMAX технологията в компанията си Макс телеком.